# 圖根哈特別墅
49°12′26″N 16°36′57″E / 49.20722°N 16.61583°E
圖根哈特別墅（捷克語：Villa Tugendhat）是一座位於捷克共和國布爾諾的歷史建築，為歐洲現代主義建築的雛形，由德國建築師路德維希·密斯·凡德羅設計。在1928至1930年間用鋼筋混凝土 為弗里茨·圖根哈特（Fritz Tugendhat）和其妻格里塔（Greta）建造。

## 設計
三層的圖根哈特別墅面朝東南，建在一個斜坡上，卻不依靠任何支撐物。二樓是主要生活和交際區，這裡有溫室、廚房和僕人間。主人們和保姆的房間及車庫位於一樓。
密斯·凡德羅的設計原則是“少即是多”，因此此建築成爲了最早的功能主義建築之一，在當時引起了轟動。因為有鋼結構的使用，所以不必建築承重牆，內部構造也更加隨意。其中有一面玻璃牆可以像車窗一樣下降到地下室中。密斯·凡德羅還為這個建築設計了所有的傢具，其中圖根哈特椅和布爾諾椅現在仍有生產。 別墅中沒有任何圖畫或裝飾部件，不過卻使用了天然的縞瑪瑙和熱帶木材，其縞瑪瑙墻隨著日光變化也會不斷變換色彩。
因為採用了當時並不常見的建築技術和特殊材料，圖根哈特別墅造價極高。

## 歷史
圖格哈特別墅的主人是猶太工廠主弗里茨·圖根哈特。 建築公司在1929年夏開始建造別墅，在十四個月之後完成。弗里茨和他的猶太妻子格里塔只在這座建築里住了八年，之後便在慕尼黑公約簽訂前不久，逃離了當時的捷克斯洛伐克（包括其子恩斯特·圖根哈特）。 後來他們便寓居瑞士，一直沒有回到故居。1939年該建築被蓋世太保充公，用作公寓和辦公處。其內部被大肆改造，很多原始部件也因此丟失。二戰快結束時因為被用作蘇聯軍隊總部，所以遭到極大破壞。此後的幾十年中幾經修復，并被用作兒童理療中心等不同用途。
1967年，格里塔重返別墅，并帶來密斯·凡德羅工作室建築人員，欲將圖根哈特別墅恢復到原始狀態，一些捷克建築師參與了建築工作。 1969年別墅成為捷克國家文化遺產，1980年後恢復工作完成。 1994年始，圖格哈特別墅作為由布爾諾市政府管理的博物館對公眾開放。
1993年，圖根哈特別墅基金會和圖根哈特本人的一些朋友決定為保存這座建築提供支持，1995年布爾諾市政府收到15,000美金以為世界文化遺產基金會的歐洲保存計劃提供支持，後來其他的一些基金會也提供了大約200,000美金資助。 2001年，圖根哈特別墅被UNESCO認定為世界文化遺產。
2007年，弗里茨的後代開始計劃收回該建築的所有權，但是被以布爾諾市政局為該建築重建付出了巨大努力為由拒絕——在二戰期間，別墅中的大多數部件都被拆除了。
2010年2月，圖根哈特別墅重建工作發起，預計花費1.5億捷克克朗。 2012年2月重建工作完成，該別墅也再次向公眾開放。 爲了慶祝這一事，英國皇家建築師協會在倫敦發起了一場關於圖根哈特別墅歷史的展覽會。

## 流行文化
- 在2007年電影《少年漢尼拔》中，該建築是主要拍攝點之一。
- 西蒙·馬維爾2009年的入選布克獎的小說《玻璃屋》中房屋構造也受到圖根哈特別墅的影響。[7]

## 圖片

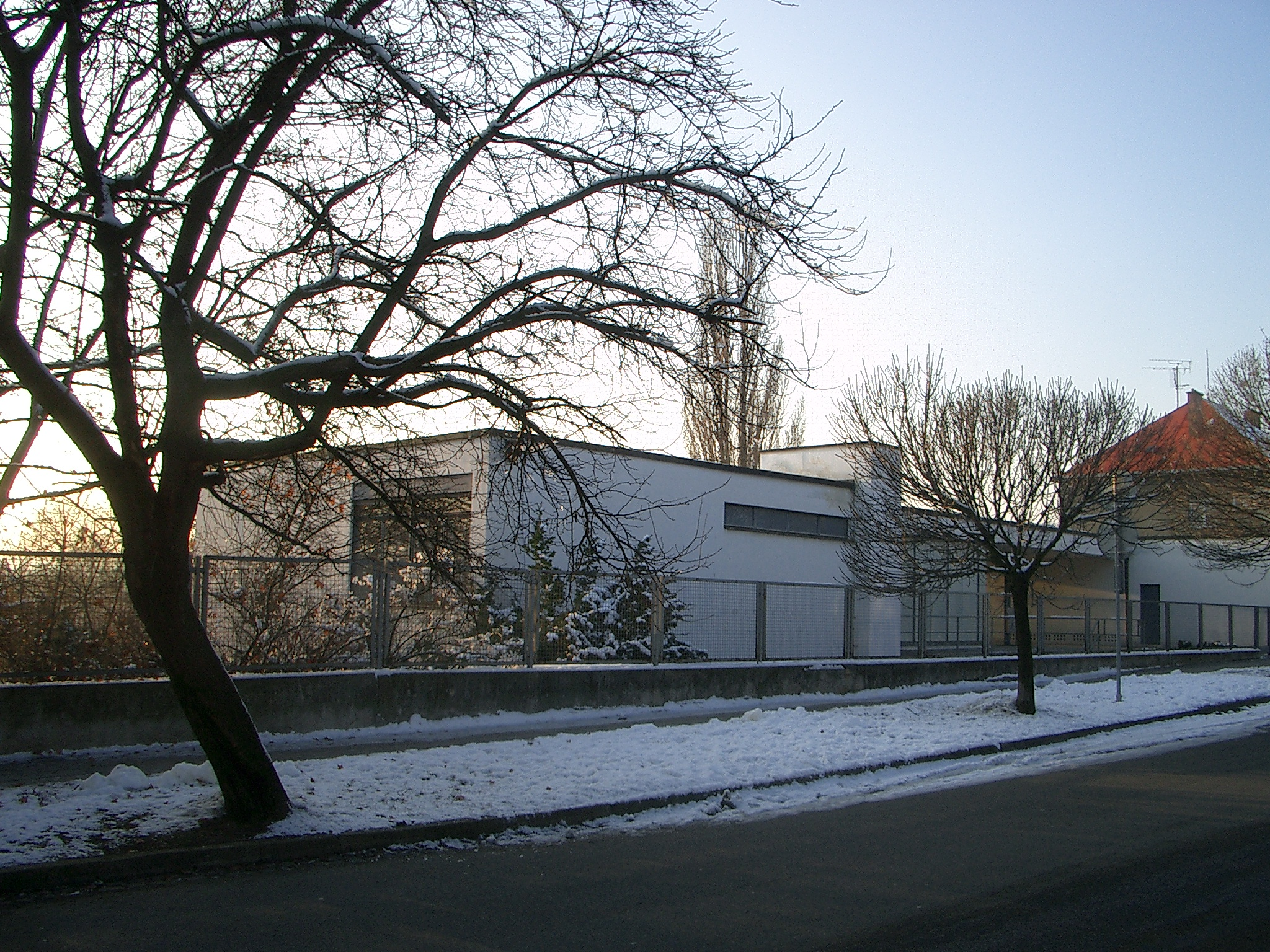
圖根哈特別墅前面
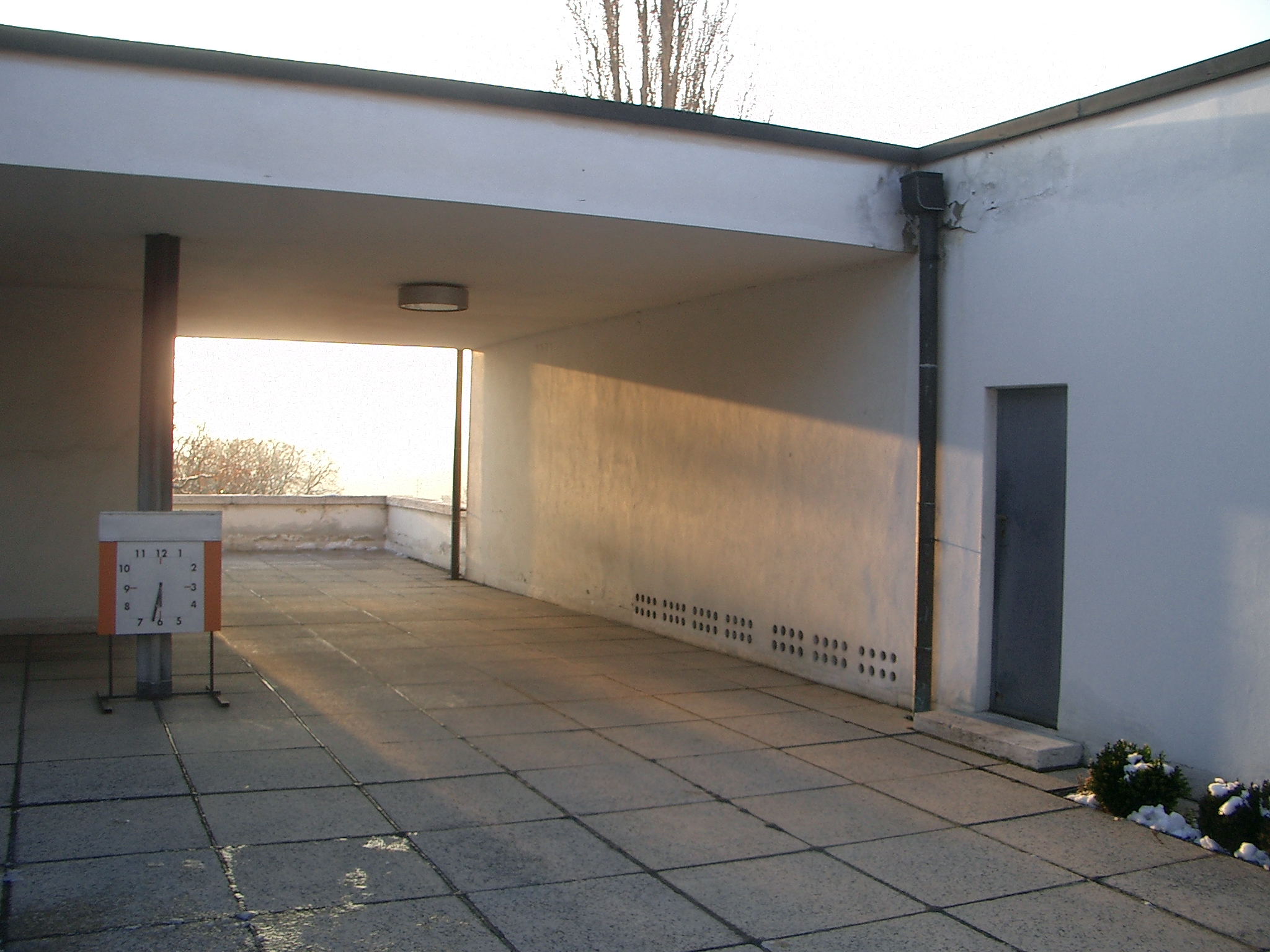
左側是家庭活動室入口
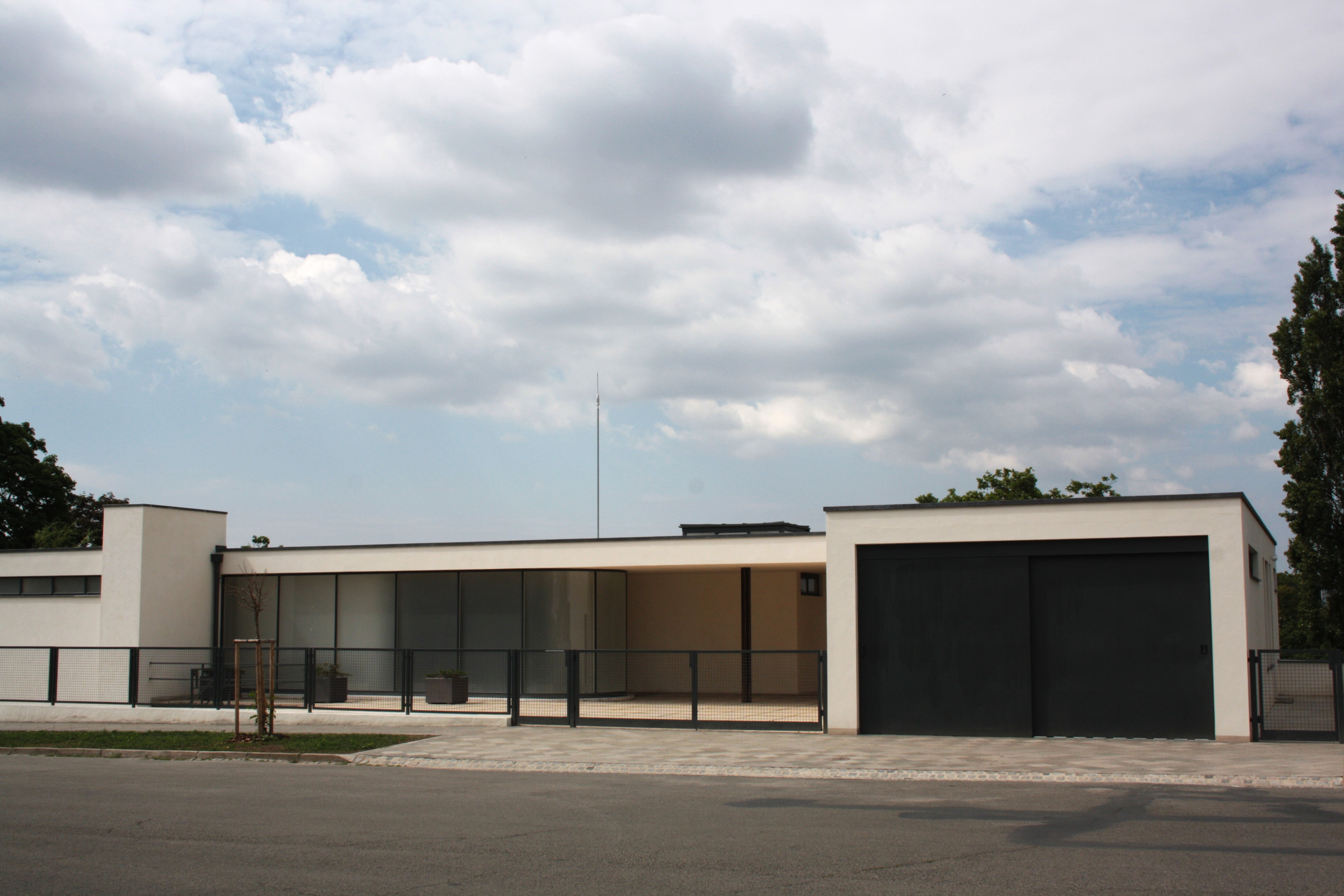
2012年重建後，從街道上看向別墅
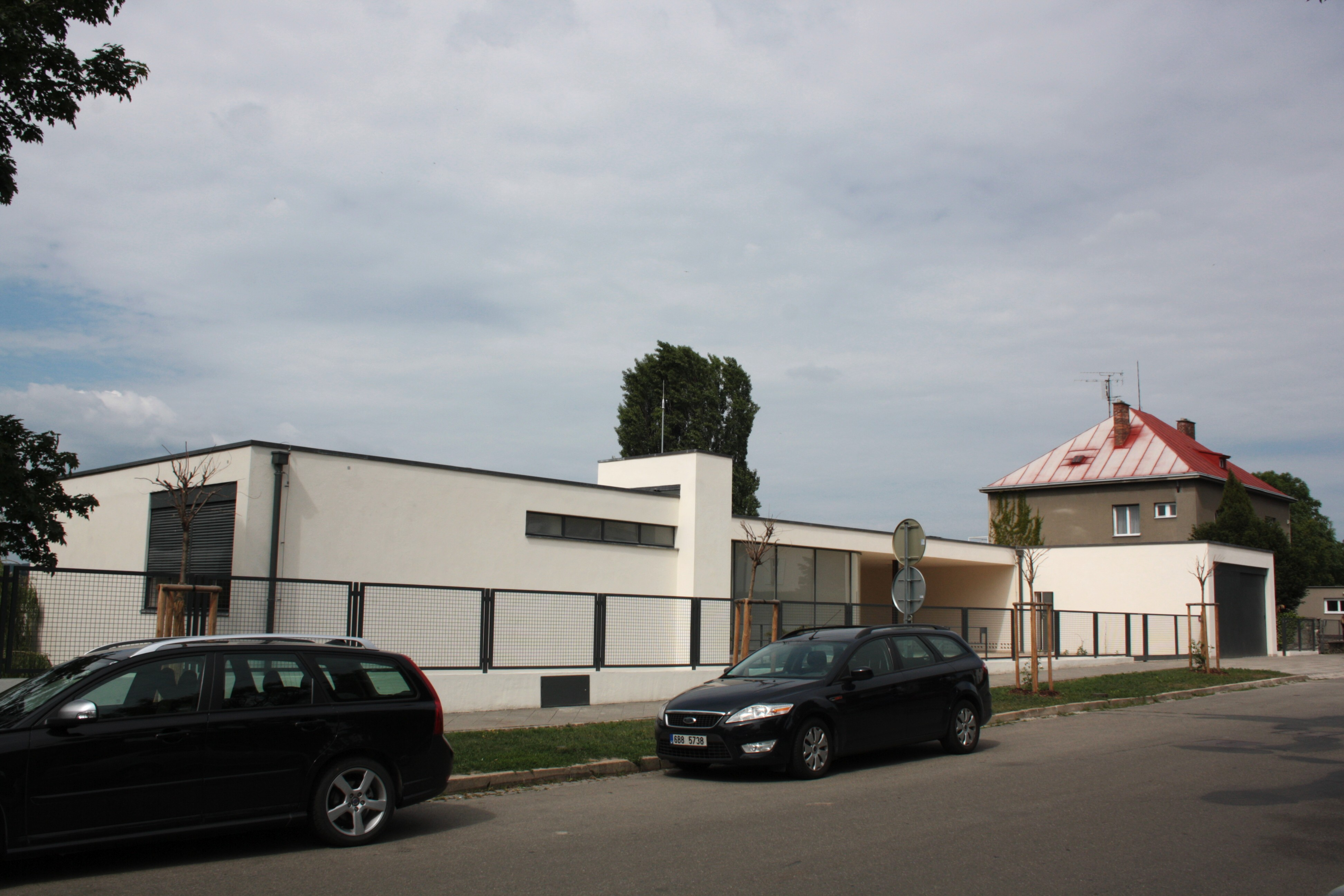
2012年重建後，從街道另一側看向別墅
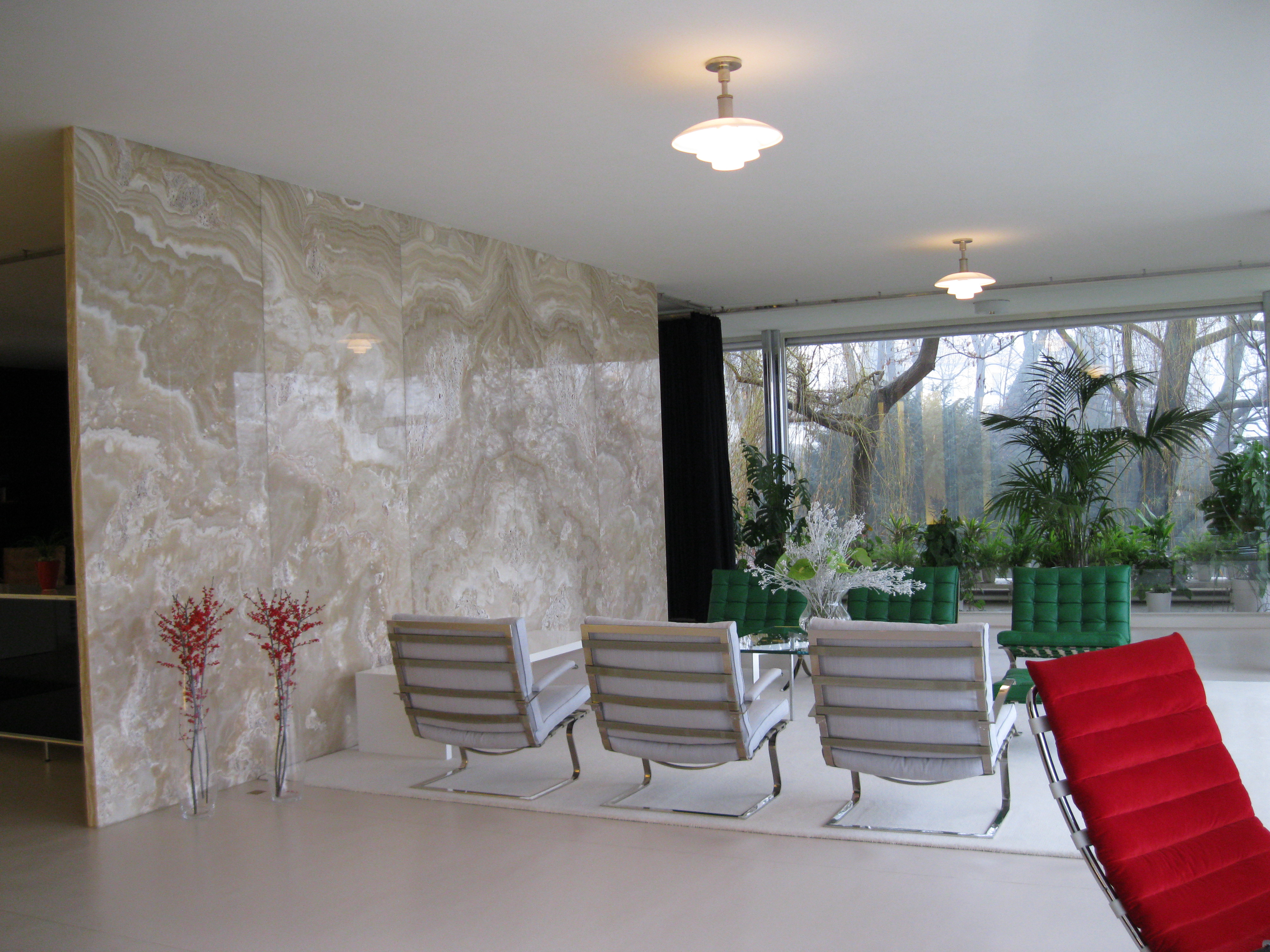
起居室裡的縞瑪瑙墻
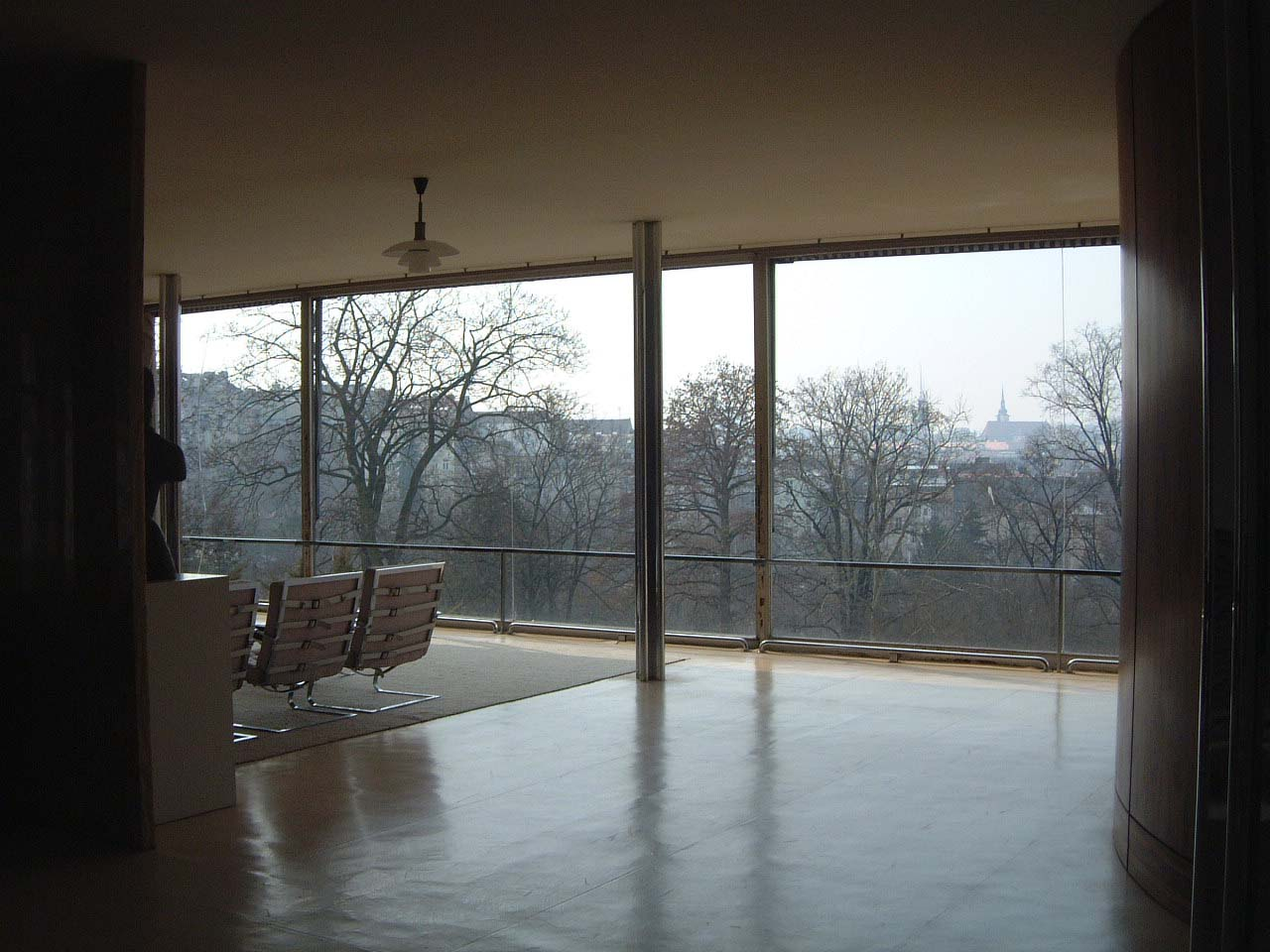
從起居室看向布爾諾，左側是縞瑪瑙墻

## 外部連結
- Official Website of Villa Tugendhat （页面存档备份，存于）